# Märzregierung

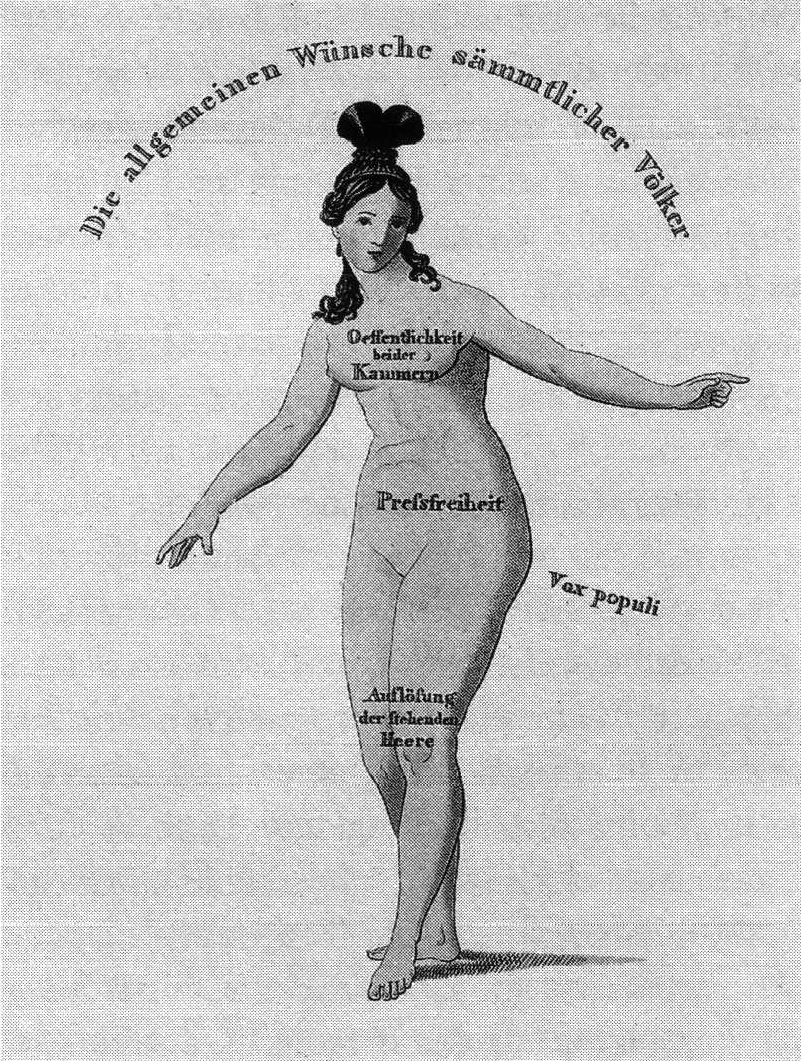
„Die allgemeinen Wünsche sämmtlicher Völker“. Darstellung der Märzforderungen in einem Kupferstich von 1848.

Als Märzregierung oder Märzkabinette werden Regierungen von Staaten des Deutschen Bundes bezeichnet, die im März 1848 von den Landesfürsten eingesetzt wurden, um einige Forderungen aus der Märzrevolution zu erfüllen.
Meist ersetzten diese Märzregierungen konservative Ministerien und führten einen gemäßigt-liberalen Kurswechsel durch, der aber im Zuge der Radikalisierung der Revolution oft nicht ausreichte, um die innere Ordnung wiederherzustellen. Die meisten dieser Regierungen wurden Ende 1848 oder im ersten Halbjahr 1849 wieder abberufen, sobald sich der jeweilige Landesfürst wieder innenpolitisch stark genug fühlte, um ein neues, konservativeres Kabinett durchzusetzen.
Den Märzregierungen gehörten als Märzminister meist überregional bekannte Liberale an, so beispielsweise:
- im Fürstentum Anhalt-Bernburg: August von Mey
- im Fürstentum Anhalt-Dessau: August Habicht, August Köppe
- im Fürstentum Anhalt-Köthen: Albert von Goßler
- im Großherzogtum Baden: Karl Georg Hoffmann (Finanzminister), Kabinett Hoffmann
- im Königreich Bayern: Bürgermeister von Regensburg Gottlieb von Thon-Dittmer (Innenminister)
- im Herzogtum Braunschweig: Wilhelm von Schleinitz (Vorsitz, Außen-, Innen- und Justizminister), Kabinett Schleinitz
- im Königreich Hannover: Johann Carl Bertram Stüve (Innenminister), Ministerium Bennigsen
- im Kurfürstentum Hessen: Bernhard Eberhard (Innenminister), Wilhelm Schenck zu Schweinsberg (Außenminister), Moritz von Baumbach (Justizminister), Karl Wilhelm Wippermann (Finanzminister), Achilles d’Orville (Kriegsminister), Kabinett Eberhard
- im Großherzogtum Hessen: Heinrich von Gagern (Ministerpräsident), Heinrich Karl Jaup (Ministerpräsident, Innenminister), Kabinett Gagern, Kabinett Zimmermann, Kabinett Jaup
- in der Landgrafschaft Hessen-Homburg: Christian Bansa (Staatsminister)
- im Fürstentum Hohenzollern-Sigmaringen: Anton von Sallwürk (Ministerpräsident)
- im Fürstentum Lippe: Friedrich Simon Leopold Petri (Ministerpräsident), Moritz Leopold Petri, Carl Theodor Heldman, Bernhard Meyer, Dietrich Carl Piderit
- im Großherzogtum Mecklenburg-Strelitz: Wilhelm von Bernstorff (Staatsminister), Ferdinand Johann Carl Siemßen, Hermann Held, Kabinett Bernstorff I
- im Herzogtum Nassau: August Hergenhahn (Ministerpräsident)
- im Kaisertum Österreich: Franz von Pillersdorf (Innenminister, Ministerpräsident), Karl Friedrich von Kübeck (Finanzminister), Franz Seraph von Sommaruga (Kultusminister, Justizminister (interim)), Anton von Doblhoff-Dier (Handelsminister, Ministerpräsident (interim), Innen- (interim) und Kultusminister), Alexander von Bach (Justizminister), Ernst von Schwarzer (Minister für öffentliche Arbeiten), Theodor von Hornbostel (Handelsminister), Ministerium Kolowrat, Ministerium Ficquelmont, Ministerium Pillersdorf, Ministerium Doblhoff, Ministerium Wessenberg
- im Großherzogtum Oldenburg: Johann Heinrich Jakob Schloifer, Kabinett Schloifer
- im Königreich Preußen: Ludolf Camphausen (Ministerpräsident), David Hansemann (Finanzminister), Maximilian von Schwerin-Putzar (Kultusminister), Kabinett Camphausen-Hansemann, Kabinett Auerswald-Hansemann
- im Fürstentum Reuß älterer Linie: Franz Eduard Otto
- im Königreich Sachsen: Karl Braun (Ministerpräsident), Gesamtministerium Braun
- im Herzogtum Sachsen-Altenburg: Christian Albert Cruziger, Hans Conon von der Gabelentz, Carl Victor Sonnenkalb
- im Herzogtum Sachsen-Meiningen: Haubold von Speßhardt (Staatsminister), Hermann Friedrich Brandis (Justizminister), Richard Liebmann (Innenminister)
- im Großherzogtum Sachsen-Weimar-Eisenach: Oskar von Wydenbrugk (Justiz- und Kultusminister), Kabinett Watzdorf
- Im Fürstentum Schwarzburg-Rudolstadt: Julius von Röder (Kanzler und Konsistorialpräsident, Chef des Geheimratskollegiums), Karl Wilhelm Christoph Schwartz
- im Fürstentum Schwarzburg-Sondershausen: Friedrich Chop (Chef des Geheimratskollegiums)
- im Fürstentum Waldeck: Carl von Stockhausen (prov. Leitung der Regierung), Wilhelm Gleisner (prov. Leitung der Regierung)
- im Königreich Württemberg: Friedrich Römer (Justizminister und de facto Leiter seines Kabinetts), Adolf Goppelt (Finanzminister), Paul Pfizer (Minister für Kirchen und Schulwesen), Ministerium Römer
- Sonderfall: in den aufständischen Fürstentümern Schleswig und Holstein: Wilhelm Beseler, Provisorische Regierung von Schleswig-Holstein

In einigen Staaten kam es aus unterschiedlichen Gründen allerdings nicht zur Einsetzung von Märzministerien. Es handelt sich dabei um das Herzogtum Sachsen-Coburg und Gotha, die Fürstentümer Hohenzollern-Hechingen, Liechtenstein, Reuß jüngerer Linie und Schaumburg-Lippe und die Freien Städte Bremen, Frankfurt, Hamburg und Lübeck. Im Großherzogtum Mecklenburg-Schwerin wurde eine Sonderlösung gefunden, bei der die reformwilligen Mitglieder der bisherigen Regierung im Amt blieben und liberale Politiker in eine Verfassungskommission berufen wurden, aber keine exekutiven Befugnisse erhielten (auch, weil ohnehin eine Reform der Regierungsstruktur geplant war).